# ادوارد هامالاینن
ادوارد هامالاینن (انگلیسی: Eduard Hämäläinen؛ زادهٔ ۲۱ ژانویه ۱۹۶۹) ورزشکار دهگانه و هفت‌گانه اهل فنلاند بود.
وی در مسابقات کشوری و بین‌المللی در مجموع برندهٔ ۴ مدال نقره، ۱ مدال برنز شده‌است.